# Mysidia nigrifrontalis
Mysidia nigrifrontalis är en insektsart som beskrevs av Broomfield 1985. Mysidia nigrifrontalis ingår i släktet Mysidia och familjen Derbidae. Inga underarter finns listade i Catalogue of Life.